# Tantilla hendersoni
Tantilla hendersoni là một loài rắn trong họ Rắn nước. Loài này được Stafford mô tả khoa học đầu tiên năm 2004.